# ラグザス
ラグザス株式会社（英文社名：RAXUS INC. ）は、大阪府大阪市北区に本社を置く純粋持株会社。株式会社ラグザス・クリエイト（英文社名：RAXUS CREATE INC. ）として営業してきたが、2022年（令和3年）11月に持株会社体制へ移行、商号をラグザス株式会社とした。ラグザス株式会社が持株会社として事業を統括し、株式会社ラグザス・クリエイト、株式会社カーネクストを子会社とする。
社名は「Radical（先鋭）」「Axia（価値あるもの：ギリシャ語）」「Asu（明日＝未来）」の三つの言葉を組み合わせた造語で、「今ここにない未来を創り出す」という想いが込められている。
本項では、前身となった株式会社ラグザス・クリエイト、および株式会社カーネクストの2つの完全子会社についても記述する。

## 概要
2008年4月、株式会社CMマネージメント（シーエムマネージメント）として設立されたベンチャー企業。自前のオートオークション会場を持たず、インターネット上で低額車を中心とした中古車オークションを行うウェブサイト「Smartオークション」、廃車買取サイト「カーネクスト」などを運営する。
2016年にオートオークション業界で初めてポイント制度を採用し、入札・落札ごとにポイントを付与し、落札車両価格の割引に利用できる仕組みを導入した。また同年、出品用画像がない車両に所有者の了解を得た上で、主婦らに車両写真の撮影を委託する仕組みを導入した。

### ラグザスグループ
- ラグザス株式会社[1]
- 株式会社ラグザス・クリエイト[1]
- 株式会社カーネクスト[1]
- TMR GLOBAL GROUP PTY LTD[1]
- 株式会社ヒューガン[1]
- 株式会社フォーティーファイブ[1]
- 株式会社RAXUS Osaka City SC[1]

### 事業内容
2024年11月現在。
- Life Tech事業
  - カーネクスト
  - 自動車総合プラットフォーム「クルタウン」
    - 車買取サービス「チョージン」

  - Smartオークション
- Ed Tech事業
  - オンラインWeb制作・プログラミング講座「NINJA CODE」
  - 音楽教室メディア「オリエンタスナビ」
  - 海外留学サービス「Mirai Bridge」
- M&A事業
  - サイト売買・事業譲渡・個人M&Aプラットフォーム「M&A-WEB」
- HR Tech事業
  - 若手向けスカウト転職サービス「HUGAN」
- デジタル事業
  - WEB制作・コンテンツ制作「045 FORTY FIVE」
- スポーツ事業
  - サッカークラブチームの運営「OSAKA CITY SC」

## 沿革
- 2008年
  - 4月 - 株式会社CMマネージメントとして設立[3][10]。
  - 9月 - 本社を大阪市西区（四ツ橋新興産ビル）へ移転[3]。
- 2009年
  - 2月 - 消費者向け廃車買取サービス「カーネクスト」をリリース[13]
- 2011年
  - 10月 - 本社を大阪市中央区（大阪国際ビル）[3]。
- 2012年
  - 4月 - 「カーネクスト」全国展開を開始[3]。
- 2014年
  - 2月 - 本社を大阪市中央区（御堂筋MTRビル）[3]。
  - 7月 - オークション型リユース車販売サイト「CNUオークション」をリリース[3]。
- 2016年
  - 1月 - 株式会社CMマネージメントが株式会社ラグザス・クリエイト（初代）へ商号変更[3][10][9]
  - 4月 - 本社を大阪市北区（梅田スカイビルタワーウエスト）へ移転[3][14]。
- 2021年
  - 11月 - 本社を大阪市北区（グランフロント大阪）へ移転[3][15]。
- 2022年
  - 11月 - 株式会社ラグザス・クリエイトを株式会社カーネクストに商号変更すると共に、純粋持株会社のラグザス株式会社および新規事業会社の株式会社ラグザス・クリエイト（2代）を設立し、持株会社体制へ移行[3][1]。
- 2023年
  - 10月 - 海外留学サービス「Mirai Bridge」を運営するTMR GLOBAL GROUP PTY LTDを子会社化[3]。
  - 11月 - 株式会社フォーティーファイブおよび株式会社ヒューガンを子会社化[3]。
- 2024年
  - 11月 - 大阪府社会人サッカーリーグ所属の「OSAKA CITY SC」の運営会社として株式会社RAXUS Osaka City SCを設立し、サッカービジネスに参入[3][16]。

## 広告宣伝

### CM出演者
カーネクスト
- 朝日奈央（2021年 - ）[17][18][19]
- 中尾隆聖（ラジオCM、2022年 - ）[20]
- 堀川りょう（ラジオCM、2023年 - ）[21]

NINJA CODE
- 久保史緒里（乃木坂46）（テレビCM、2023年 - ）[22]

チョージン
- 糸井嘉男（テレビCM・ラジオCM、2024年 - ）[23][24]

HUGAN
- 綾野剛（テレビCM、2024年 - ）[25]

### 協賛事業
- キングオブコント - 冠スポンサー（2021年 - ）[26]
- ABCお笑いグランプリ - 冠スポンサー（2021年 - ）
- オールザッツ漫才 - 冠スポンサー（2022年 - ）ゴールデンタイムにおける初放送の回。
- 世界野球ソフトボール連盟（WBSC） - 2023年よりグローバルオフィシャルスポンサー、またWBSC主催大会におけるオフィシャルタイトルパートナー（特別協賛スポンサー）に就任
  - 野球日本代表オフィシャルスポンサー（2023年 - ）、2023年2-3月のオープン戦「カーネクスト・侍ジャパンシリーズ」、並びに「2023 ワールド・ベースボール・クラシック B組（東京ドームラウンド）」特別冠協賛[27]
  - 2023 アジア プロ野球チャンピオンシップ 大会のタイトルスポンサーとなり、大会名は同社の中古車販売サイトを冠した「カーネクスト・2023アジアプロ野球チャンピオンシップ」と呼称される
  - 2024 WBSCプレミア12 大会のグローバルタイトルスポンサーとなり、大会名も「3rd WBSCプレミア12 Presented by ラグザス（日本では「ラグザスPresents 第3回WBSCプレミア12」）」と呼称される